# Wedding Crashers
Wedding Crashers is een Amerikaanse komedie uit 2005 onder regie van David Dobkin. De film won negen filmprijzen, waaronder de People's Choice Awards voor beste komedie en beste filmduo (Owen Wilson en Vince Vaughn).

## Verhaal
Vrienden John Beckwith en Jeremy Grey werken – met Janice als secretaresse – als bemiddelaars bij echtscheidingen in Washington D.C., maar verruilen het beroepsmatige getwist – zoals tussen het echtpaar Kroeger – veeleer voor het crashen van bruiloften. Met de in het circuit alom bekende Chazz Reinhold als grote voorbeeld werken de kameraden vanuit een set regels en verzinnen immer een dekmantel om de hit van iedere receptie te worden en de mooiste vrouwen in bed te krijgen. Na een reeks succesvolle botsingen stuit Jeremy op de bruiloft van Christina Cleary, de oudste dochter van Minister van Financiën William Cleary en diens vrouw Kathleen, die in het huwelijk treedt met de sullige Craig Garthe. John en Jeremy infiltreren de plechtigheid als broers en vestigen hun aandacht op beide andere dochters, respectievelijk Claire en Gloria. Jeremy zondert zich met de rossige Gloria af op een nabijgelegen strand om vervolgens na de daad te vernemen dat hij de jongste dochter zojuist heeft ontmaagd. John komt niet verder dan wat kortstondige gesprekken waarin zijn gevoelens voor de onbereikbaar lijkende brunette Claire louter worden versterkt, maar weet zich wel in de positieve kijker te werken bij de vader van de middelste dochter.
In zijn wanhopige jacht op de beeldschone Claire krijgt John onbedoeld te maken met Zachary Lodge, haar heethoofdige vriend, die het niet zo nauw neemt met de ongeschreven regels van de liefde. Tegenover zijn vrienden – onder wie Trap – schept Zach achter de rug van zijn vriendin graag op over zijn seksuele escapades met andere vrouwen. De blatende schoft wil enkel met Claire trouwen om zijn politieke carrière op te krikken. John lijkt ondertussen uit op meer dan een goed gesprek met de vrouw van zijn dromen en weet zijn vriend Jeremy te overtuigen om de regels te breken en een uitnodiging te accepteren voor een lang weekend op het familieverblijf van de familie Cleary. Tijdens het diner doet John oogdruppels in Zach's glas wijn om hem met een enorme misselijkheid uit te schakelen en Claire eindelijk voor zich alleen te hebben. De hopeloos verliefde stumper gaat naar zijn kamer om van schoenen te wisselen en staat plotseling oog in oog met Kathleen, die hem een soort van dwingt om aan haar borsten te zitten en hem vervolgens uitmaakt voor perverseling.
Tijdens het spelen van American football raakt Jeremy gewond door toedoen van Zach, waarna Gloria met alle plezier de zorg voor hem op zich neemt. Jeremy stelt zijn verzorgster teleur wanneer hij haar met een filosofische liefdesspeech probeert weg te wimpelen. Tijdens het diner bevredigt Gloria hem onder de tafel met de hand, waarna de seksuele handelingen zich in bed voortzetten met een rollenspel waarin de gewillige vrouw de ongewillige man vastbindt en op vreemde wijze het hof maakt. 's Nachts ontvangt Jeremy ongewenst bezoek in de vorm van Todd, de van de wereld vervreemde zoon van de Cleary's, die het volkomen in zich heeft om het leven van een kunstenaar te leiden en eerder op de dag "een moment van eendracht" met Jeremy heeft ervaren.
Bij het ontbijt de volgende ochtend vraagt Jeremy zijn vriend om samen met hem het eiland te verlaten, maar John weigert het verzoek in te willigen. De familie Cleary houdt een boottocht, die op initiatief van de achtergebleven Zack eindigt in een spontane jachttrip en een schot in Jeremy's achterwerk. In een dronken, eenzijdige conversatie met familiepriester Father O'Neil beseft Jeremy dat hij zich werkelijk tot Gloria aangetrokken voelt en dat haar geestelijke instabiliteit hiervan gedeeltelijk de oorzaak is. John en Claire komen tijdens een fietstocht nader tot elkaar, maar zijn valse hoop wordt hard onderuit geschoffeld wanneer Zach haar "ten huwelijk vraagt" door hun verloving aan te kondigen. Claire voelt zich ongelukkig door het bizarre handelen van haar vriend, maar als John haar oprecht wil troosten, komt hij niet verder dan het uiten van zijn ware gevoelens. Jeremy vlucht naar buiten om aan het hagelgeweer van grootmoeder Mary te ontkomen, nadat Zach de ware identiteit van de "broers" heeft ontdekt. William Cleary gebruikt zijn macht om de leugenaars direct van het eiland te verbannen en voorgoed uit de buurt van zijn familie te houden.
John en Jeremy keren terug naar hun normale leven. John raakt geleidelijk in de war door zijn pogingen zich te verzoenen met Claire, probeert zich als serveerder voor te doen op haar verlovingsfeest, maar wordt op uiterst gênante wijze buiten gekegeld door Zach's vrienden. De goedzak ontdekt dat Jeremy zijn belofte heeft gebroken en in het geniep een relatie onderhoudt met Gloria. De beste vrienden verliezen elkaar uit het oog door een veranderende kijk op het andere geslacht. John stort zich volledig op het crashen van bruiloften, terwijl Jeremy zijn energie lijkt te verspillen door zijn voormalige kameraad als getuige te willen bij zijn ophanden zijnde huwelijk. Tijdens een bezoek aan mentor Chazz ontdekt John dat zijn voorbeeld zich tegenwoordig bezighoudt met een nieuwe kick: het crashen van begrafenissen. John kan bij een uitvaart het medelijden met de weduwe niet van zich afzetten, heroverweegt zijn standpunt over liefde, haast zich naar de bruiloft van Jeremy en wendt zich – ten overstaan van alle gasten – met zijn gevoelens tot Claire. John en Jeremy herenigen zich als vrienden en lijken het crashen van bruiloften voorgoed achter zich te laten.

## Rolverdeling
- Owen Wilson - John Beckwith
- Vince Vaughn - Jeremy Grey
- Christopher Walken - William Cleary
- Jane Seymour - Kathleen Cleary
- Rachel McAdams - Claire Cleary
- Isla Fisher - Gloria Cleary
- Jennifer Alden - Christina Cleary
- Keir O'Donnell - Todd Cleary
- Bradley Cooper - Zachary "Zach" Lodge
- Geoff Stults - Craig Garthe
- Ellen Albertini Dow - Mary Cleary
- Henry Gibson - Father O'Neil
- Ron Canada - Randolph
- David Conrad - Trap
- Stephanie Nevin - Janice
- Will Ferrell - Chazz Reinhold
- Kathryn Joosten - moeder Chazz
- Karen Miller - vriendin Chazz
- Melanie Hawkins - huilende vrouw bij Chaz
- Summer Altice - huilende vrouw bij Chaz
- Charles Kahlenberg - priester op begrafenis
- Dwight Yoakam - Mr. Kroeger
- Rebecca De Mornay - Mrs. Kroeger
- Jesse Henecke - advocaat Mr. Kroeger
- James McDonnell - advocaat Mrs. Kroeger
- Ned Schmidtke - Frank Meyers
- Stephen J. Downs - Franklin
- Betsy Ames - Betty Cleary
- Carson Elrod - Flip Cleary
- Joshua Wheeler - Kip Cleary
- John G. Pavelec - Ken Cleary
- Ivana Bozilovic - Ivana
- Camille Anderson - Camille
- Diora Baird - Vivian

## Cameo's
- John McCain - John McCain

## Filmmuziek
- 1. Death Cab For Cutie - The Sound of Settling
- 2. Robbers On High Street - Love Underground
- 3. The Weakerthans - Aside
- 4. Jimmy Eat World - Turn Twist (Splash)
- 5. Spoon - Sister Jack
- 6. Guster - I Hope Tomorrow Is Like Today
- 7. Mungo Jerry - In The Summertime
- 8. Bloc Party - This Modern Love
- 9. The Sounds - Rock n' Roll
- 10. The Flaming Lips - Mr. Ambulance Driver
- 11. The Sights - Circus
- 12. The Long Winters - Cinnamon
- 13. Rilo Kiley - More Adventurous
- 14. The Isley Brothers - Shout
- 15. Owen Wilson, Vince Vaughn & The Klezmer Juice Band - Hava Nagilah